# فاستربوتن
فاستربوتن (بالسويدية: Västerbotten)‏ هي إقليم سويدي، في السويد، تقع في محافظة وستربوتن، بلغ عدد سكانها 220,175  نسمة وذلك حسب إحصائيات سنة 2016، تبلغ مساحتها 15,093 كيلومتر مربع.